# Sancoins
Sancoins is een gemeente in het Franse departement Cher (regio Centre-Val de Loire). De plaats maakt deel uit van het arrondissement Saint-Amand-Montrond. Sancoins telde op 1 januari 2022 2.941 inwoners.

## Geografie
De oppervlakte van Sancoins bedroeg op 1 januari 2022 53,52 vierkante kilometer; de bevolkingsdichtheid was toen 55 inwoners per km².
De onderstaande kaart toont de ligging van Sancoins met de belangrijkste infrastructuur en aangrenzende gemeenten.

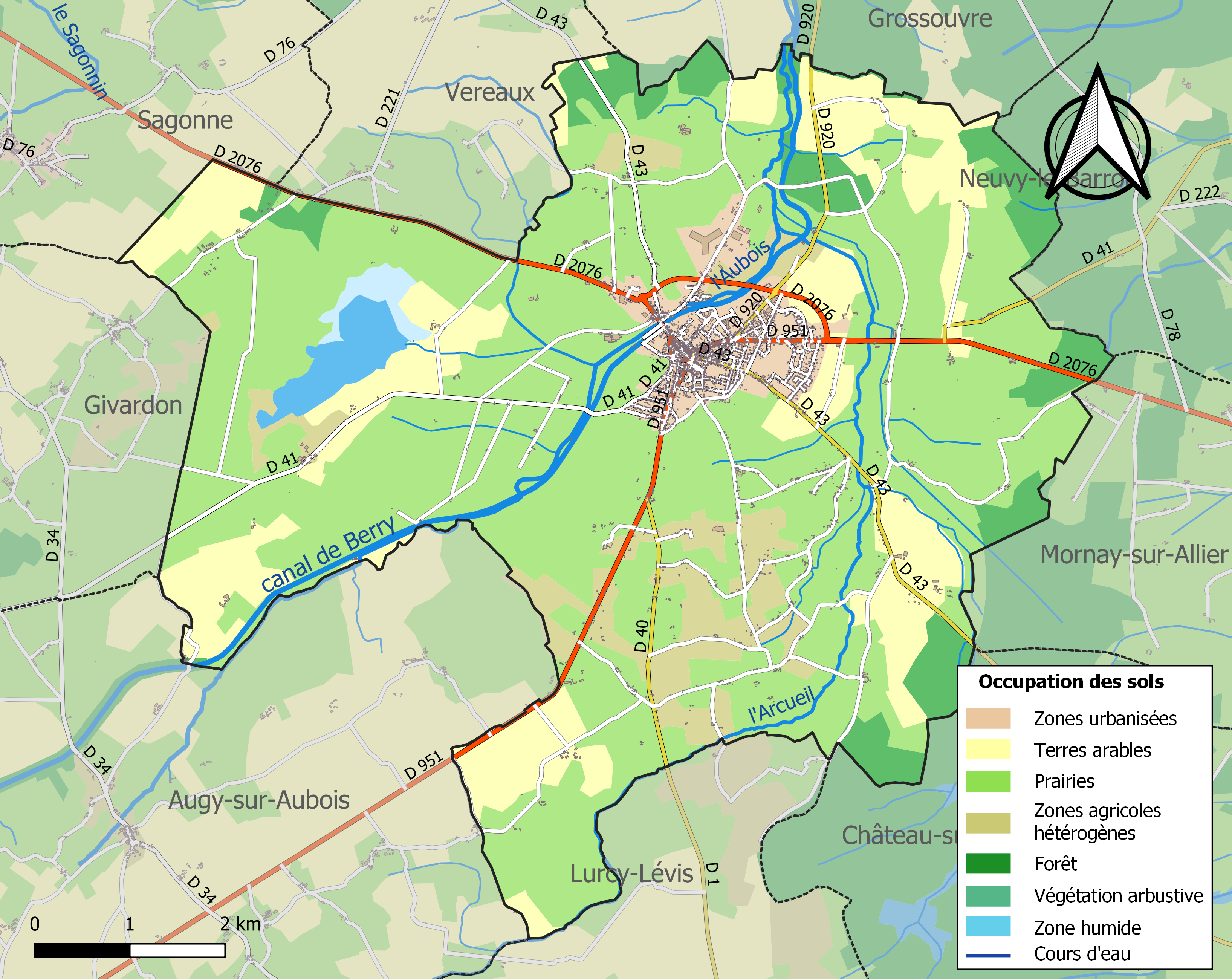

## Demografie
Onderstaande figuur toont het verloop van het inwonertal (bron: INSEE-tellingen).